# Leytonstone
Leytonstone er et område i det nordøstlige London i England. 
Kendte personer som den tidligere Iron Maiden-sanger Paul Di'Anno, Iron Maidens grundlægger og bassist Steve Harris, David Beckham og filminstruktøren Alfred Hitchcock kommer fra bydelen.